# Hôtel de la Caisse d'épargne de Nancy
L’hôtel de la Caisse d’épargne est un bâtiment de la seconde moitié du XXe siècle situé à Nancy, en France.

## Situation et accès
L’édifice est situé sur la place Dombasle, entre les rues Stanislas et Henri-Poincaré, dans le quartier Charles III - Centre-Ville, et plus largement vers le centre du département de Meurthe-et-Moselle.

## Histoire

### Construction
Les entrepreneurs de la construction sont les dénommés Bernanose et Lommée.
Une première partie de l'édifice est d'abord élevé ; le conseil des directeurs y tient aussitôt ses séances (par exemple : le 30 juin 1927),.
Les travaux reprennent et préalablement à la construction de la seconde partie, la maison Madelin — accueillant le café des Messageries — à cet emplacement est définitivement démolie vers le début d'année 1928,. En août, on note que les constructions « montent assez rapidement » avec une façade encore en cours d'élévation.

### Inauguration
La cérémonie d’inauguration a lieu le 1er juin 1930, en présence de Désiré Ferry et de nombreuses notabilités.

## Structure

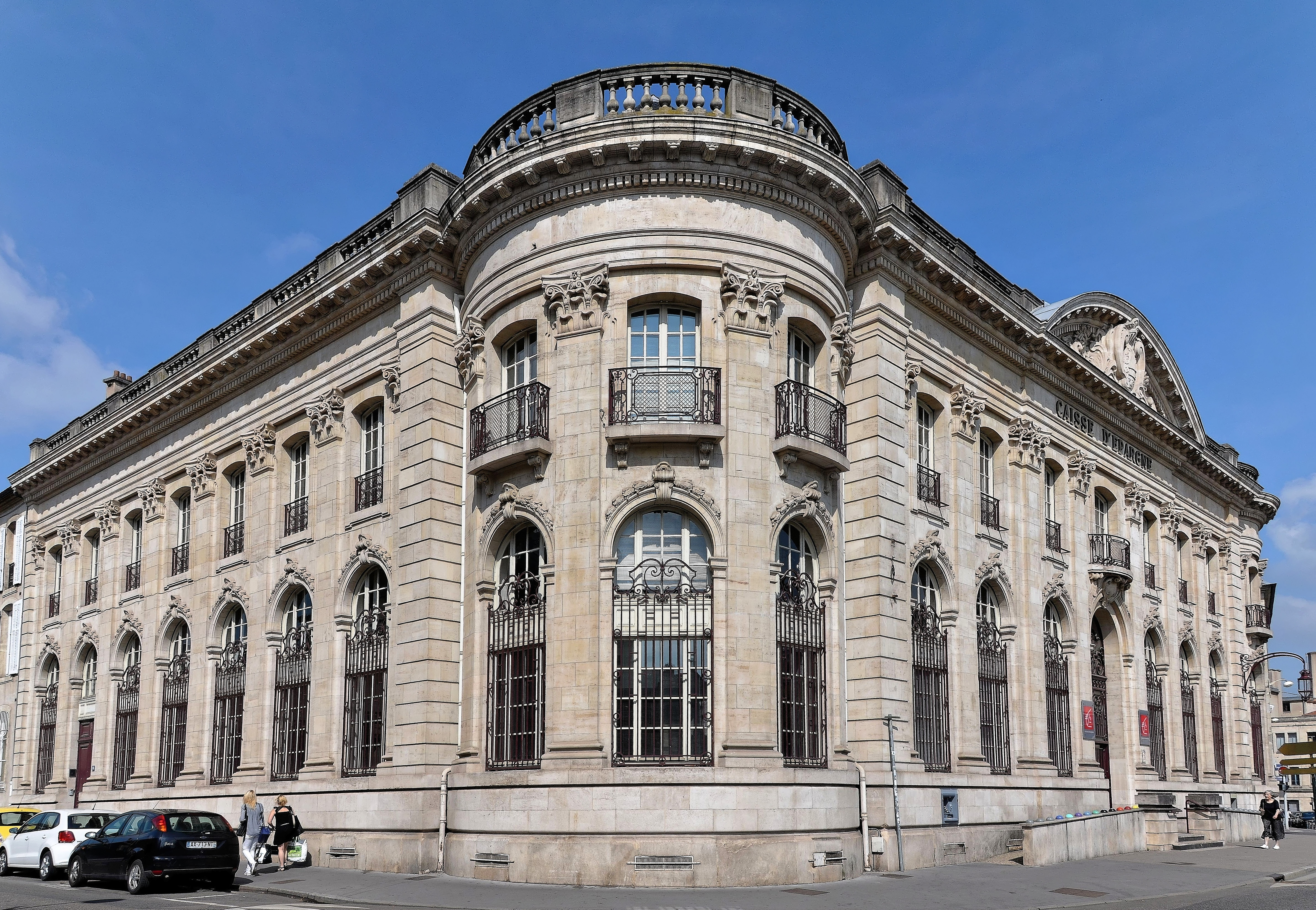
Rotonde d’angle et façades au croisement avec la rue Henri-Poincaré, en mai 2017.
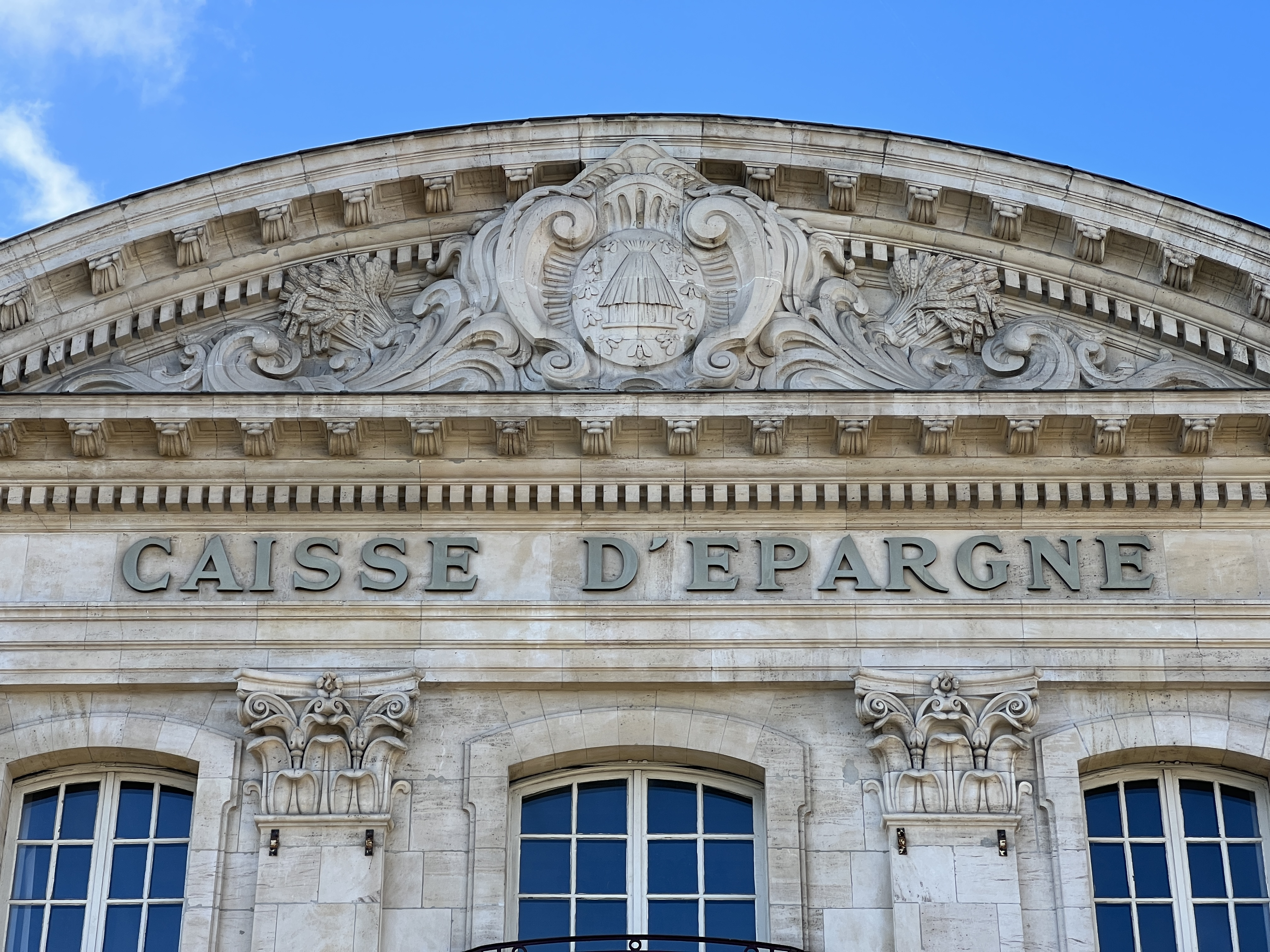
Fronton avec ruche — symbole des caisses d’épargne —, en février 2022.